# Schonkost
Als Schonkost wird eine leicht verdauliche, meist vitaminarme Krankenkost bezeichnet.
Da der Begriff rechtlich nicht definiert ist, gibt es verschiedene Auffassungen hierfür. Allgemein wird darunter Essen bezeichnet, das auf spezielle Krankheitsprozesse und individuelle Bedürfnisse von Erkrankten und Patienten angepasst wurde. Traditionell wurde die Kost bei Erkrankungen der inneren Organe (Magen, Darm, Leber) eingesetzt und bestand typischerweise aus Milch, Eiern und Schleimen, worunter man heute meist Gebundene Suppen und Brei (z. B. Haferschleim) versteht. Daher ist auch der Begriff Krankenkost geläufig. Der Nutzen solcher Diäten ist jedoch umstritten, da manchmal unerwünschte Nebenwirkungen auftreten können (z. B. Verstopfung).
Von der klassischen Schonkost unterscheidet man die Leichte Vollkost, bei der einzelne Lebensmittel weggelassen werden, die bekanntermaßen Beschwerden verursachen.
Eine andere Definition betrachtet die allgemeine Schonkost als biologisch vollwertige Kost in leicht verdaulicher Form. Dabei wird besonders auf die Zubereitungsverfahren geachtet, welche die Lebensmittel aufschließen und dabei die Nähr- und Wertstoffe bestmöglich erhalten. Typisch sind Dünsten, Dämpfen, Kochen und fettarmes Grillen. Die üblichen drei Hauptmahlzeiten werden in bis zu sechs kleinere Mahlzeiten über den Tag verteilt.